# Rozbicie okrętu (obraz)

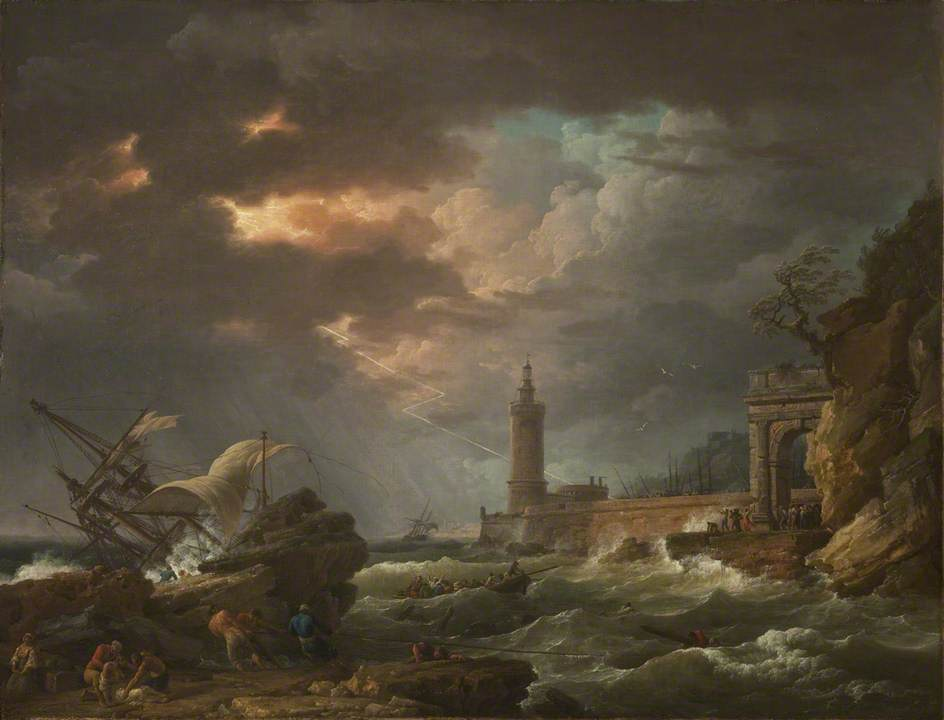
Oryginał Verneta The Tempest (Storm off the Coast)

Rozbicie okrętu – marynistyczny obraz olejny namalowany przez anonimowego malarza w XVIII lub XIX wieku, będący kopią obrazu Claude′a Josepha Verneta The Tempest (Storm off the Coast) z 1754, znajdującego się w zbiorach brytyjskiej galerii sztuki Haworth Art Gallery w Accrington. Pejzaż morski anonimowego malarza jest „lustrzanym odbiciem” oryginału Verneta i różni się od niego tylko drobnymi szczegółami.
Rozbicie okrętu będące w 1974 darem Towarzystwa Przyjaciół Centralnego Muzeum Morskiego znajduje się w zbiorach Narodowego Muzeum Morskiego w Gdańsku.

## Opis
Obraz przedstawia rozbicie okrętu (żaglowca) podczas burzy i akcję ratowania rozbitków za pomocą liny. Scena została ukazana na tle zatoki morskiej ograniczonej przez skaliste wybrzeże, widoczne po lewej nabrzeże z antykizującą architekturą i latarnię morską pośrodku. Dramatyzm przedstawienia podkreśla silnie wzburzone morze i rozświetlone błyskawicami niebo.